# Тони Джа
Тони Джа (на тайски: ทัชชกร ยีรัมย์), също Джаа или Яаа, е тайландски майстор на бойни изкуства, каскадьор, актьор и режисьор.
Истинското му име е Паном Йеерум (พนม ยีรัมย์ – Panom Yeerum). Името Тони Джа е артистичен псевдоним, измислен за американската и европейската публика. В родината си е по-известен като Паном Джа.

## Биография

### Ранни години
Паном Йеерум е роден на 5 февруари 1976 година в провинция Сурин, на около 200 километра североизточно от Банкок, близо до границата с Камбоджа. Родителите му отглеждали слонове, от което идва и обичта му към тези животни. Още от малък Панон обича да гледа филми с бойни изкуства и да подражава на любимите си актьори Брус Лий, Джеки Чан, Жан-Клод Ван Дам и др. На 10-годишна възраст започва да тренира Муай тай (Тайландски бокс), като първият му учител е баща му. На 15 става ученик на известния в Тайланд, каскадьор и хореограф на бойни сцени Пан Ритикрая. След това Джа влиза и в спортен колеж, където се обучава на Таекуон-до и Джудо.

### Първи изяви
По време на обучението си в колежа Йеерум се явява на състезания по спортна гимнастика, където печели много медали, от които 4 златни. Междувременно продължава да работи като каскадьор, от екипа на Ритикрая и участва в различни реклами и филми.
През 1997 г. е дубльор на Робин Шоу (в ролята на Лу Канг) във филма „Смъртоносна битка 2: Изтребление“, където изпълнява всички сложни бойни техники вместо титуляра. Изпълнението му прави голямо впечатление и допринася за по нататъшната му кариера в киното.

### Пробив в киното
Първата главна роля на Джа е във филма от 2003 г. „Онг Бак: Тайландски воин“, където той изпълнява множество сложни трикове, превъртания, скокове и невероятни бойни умения, без помощта на никакви спомагателни средства или визуални ефекти. Ролята му е на момче от провинцията, майстор по Муай Боран (древна форма на Муай Тай), което отива в големия град да върне ценна статуя на Буда, открадната от бандити. Филмът има голям успех не само в Тайланд, но и в Европа и САЩ, а за Тони Джа започва да се говори като за новата звезда на азиатското кино.
Следва роля във филма от 2005 г. „Тайландски Дракон“ (в САЩ излиза с името „Защитникът“) и няколко малки в „Телохранител“ и „Телохранител 2“ (от 2004 и 2007).
В края на 2006 година Джа започва работа по филма „Онг Бак 2“, в който е не само актьор, но и режисьор. Първоначално е обявено, че този филм е продължение на „Онг Бак“, но изглежда е използвано само името, заради известността му, действието се развива в древен Тайланд и няма нищо общо с първия филм. Снимките се проточват и първата част излиза чак през 2008 г., а втората две години по-късно, през 2010 г. и се казва „Онг Бак 3“.

## Филмография
| Година | Филм                              | Оригинално заглавие        | Роля                        |
| ------ | --------------------------------- | -------------------------- | --------------------------- |
| 1997   | Смъртоносна битка 2: Унищожение   | Mortal Kombat Annihilation | Лу Канг (дубльор)           |
| 2003   | Онг Бак                           | Ong-Bak: Muay Thai Warrior | Тинг                        |
| 2004   | Телохранител                      | The Bodyguard              | Боец от супермаркета        |
| 2005   | Защитникът: Тайландски Дракон     | Tom-Yum-Goong              | Хам                         |
| 2007   | Телохранител 2                    | The Bodyguard 2            | Уличен продавач на слонове  |
| 2008   | Онг Бак 2                         | Ong Bak 2                  | Тианг (режисьор)            |
| 2010   | Онг Бак 3                         | Ong Bak 3                  | Тианг (режисьор, сценарист) |
| 2013   | Защитникът 2: Тайландски дракон 2 | Tom-Yum-Goong 2            | Хам                         |
| 2023   | Непобедимите 4                    | Expend4bles                | Деша Унаи                   |